# Duetto vagabondo
Duetto vagabondo è un film del 1938 diretto da Guglielmo Giannini.

## Trama
Due investigatori, proprietari di una agenzia di informazioni, vengono incaricati da una giovane vedova per delle indagini sul pretendente della zia. I due investigatori, poi, scoprono che due personaggi molto disonesti durante la notte entravano nella villa travestiti da fantasmi per spaventare la zia a scopo di abbassare il valore della villa per poi acquistarla.